# Margarita Volodina
Pour les articles homonymes, voir Volodina.
Margarita Vladímirovna Volodina (Маргари́та Влади́мировна Воло́динa, née le 26 janvier 1938 à Léningrad) est une actrice soviétique et russe, Artiste du peuple de la RSFSR en 1973.

## Biographie
Née à Leningrad, Margarita Volodina fréquente, dans son enfance, le studio dramatique de la Maison du Cinéma sous la direction de Matveï Doubrovine et le cercle d'expression artistique du Palais des Pionniers de Leningrad. 
Elle étudie l'art dramatique à l'École-studio du Théâtre d'Art académique de Moscou (cours de Viktor Monioukov) dont elle sort diplômée en 1959.
De 1959 à 1961, elle est actrice du théâtre Sovremennik et du théâtre de l'armée soviétique, de 1961 à 1993 - actrice du théâtre national d'acteur de cinéma.
Margarita Volodina apparaît pour la première fois à l'écran en 1957, sous la direction de Samson Samsonov dans Des verstes sous le feu.  joue au cinéma, ayant. Sa carrière cinématographique compte environ 20 rôles. On considère comme son meilleur rôle celui du commissaire dans le film La Tragédie optimiste, une adaptation de la pièce de Vsevolod Vichnevski (1963) où elle donne réplique à Vyacheslav Tikhonov,. Ce film est présenté au Festival de Cannes 1963 où il reçoit le prix de la meilleure évocation d'une épopée révolutionnaire,. En 1964, les lecteurs du magazine Sovetski ekran la nomment meilleure actrice de 1963.
En 1994, elle part chez sa fille en France et ne rentre plus en Russie, elle vit à Paris.
Margarita Volodina a écrit le livre Confession de l'actrice publié en 2005.

## Filmographie partielle

### Au cinéma
- 1957 : Des verstes sous le feu (Огненные версты, Ognennye versty) de Samson Samsonov : Katia
- 1963 : La Tragédie optimiste (Оптимистическая трагедия) de Samson Samsonov : commissaire
- 1964 : Les Trois Sœurs (Три сестры) de Samson Samsonov : Macha
- 1965 : Fureur ((Ярость) de Nikolaï Ilinski
- 1975 : La Dernière Victime (Последняя жертва) de Piotr Todorovski : Ioulia Touguina